# Torsten Lieberknecht
Torsten Lieberknecht (Bad Dürkheim, 1 augustus 1973) is een Duits voetbaltrainer. 

## Spelerscarrière
Lieberknecht speelde in het begin van zijn spelerscarrière voor 1. FC Kaiserslautern, waarvoor hij op 26 augustus 1992 debuteerde in het duel tegen SG Wattenscheid 09. Hij vertrok daarna naar SV Waldhof Mannheim, waarna hij tevens speelde voor 1. FSV Mainz 05, 1. FC Saarbrücken en Eintracht Braunschweig. Bij die laatste club beëindigde hij zijn loopbaan na vijftien jaar.

## Trainerscarrière
Lieberknecht begon zijn loopbaan als trainer bij de club waar hij die als speler eindigde, Eintracht Braunschweig. Direct na zijn voetbalpensioen werd hij namelijk jeugdtrainer. Het eerste elftal was echter niet goed bezig en het leek zich niet te gaan kwalificeren voor de play-offs voor promotie naar de 3. Liga. Lieberknecht werd daarop naar voren geschoven als vervanger voor de opgestapte Benno Möhlmann. In 2011 wist hij met Braunschweig te promoveren naar de 2. Bundesliga en twee jaar later keerde de club na 28 jaar terug op het hoogste niveau. Op 1 oktober 2018 ging hij aan de slag bij MSV Duisburg, waar hij de opvolger was van Iliya Gruev.